# PCD (албум)
PCD е дебютният студиен албум на американската група Пусикет Долс, издаден през септември 2005.
Музикалният стил на PCD е описан като поп/ар не би и ърбан денс-поп. Песни от албума включват гост – вокалисти като Бъста Раймс, Тимбаленд и Уил Ай Ем.
Песента We Went as Far as We Felt Like Going става част от саундтрака на „История с акули“, а кавърверсията на популярната песен Sway е издадена като сингъл, за да промотира филма „Ще танцуваме ли?“. Двете песни са включени в разширеното преработено издание на PCD.
Албумът има комерсиален успех, като заема 5 място в класацията за албуми Билборд 200 и продава общо 2,9 милиона копия в САЩ и 9 милиона копия в света. От албума са издадени общо 6 сингъла: Don't Cha, Stickwitu, Beep, Buttons, I Don't Need a Man и Wait a Minute.

## Списък с песните

### Оригинално издание
1. „Don't Cha“ (с Бъста Раймс) – 4:32
2. „Beep“ (с Уил Ай Ем) – 3:49
3. „Wait a Minute“ (с Тимбаленд) – 3:42
4. „Stickwitu“ – 3:27
5. „Buttons“ – 3:45
6. „I Don't Need a Man“ – 3:39
7. „Hot Stuff (I Want You Back)“ – 3:47
8. „How Many Times, How Many Lies“ – 3:56
9. „Bite the Dust“ – 3:33
10. „Right Now“ – 2:27
11. „Tainted Love/Where Did Our Love Go“ – 3:26
12. „Feeling Good“ – 4:19

### Интернационално първо издание
1. „Sway“ – 3:12

### Британско първо издание
1. „We Went as Far as We Felt Like Going“ – 3:50

### Интернационално второ издание
1. „Flirt“ – 2:56

### Британско второ издание и 2024 дигитално преиздание
1. „We Went as Far as We Felt Like Going“ – 3:50

### Японско издание
1. „Don't Cha“ (live версия) – 3:30

### PCD: Tour издание (диск 2)
1. „Sway“ – 3:12
2. „Flirt“ – 2:56
3. „Stickwitu“ (с Avant) – 3:18
4. „Buttons“ (със Снуп Дог) – 3:52
5. „Don't Cha (More Booty)“ (с Бъста Раймс) – 4:48
6. „Hot Stuff (I Want You Back) (Remix)“ – 4:36
7. „He Always Answers“ (обратно позвъняване тон) – 0:40
8. „Vibrate Off the Table“ (рингтон) – 0:39
9. „Freaky Fun Message“ (voicemail ID) – 0:19
10. „PCD“ (текстово предупреждение) – 0:06

## Сертификация и продажби
| Държава            | Статус      | Продажби  |
| ------------------ | ----------- | --------- |
| Австралия          | 3× Платинен | 210 000   |
| Австрия            | Златен      | 20 000    |
| Белгия             | Платинен    | 50 000    |
| Канада             | 2× Платинен | 200 000   |
| Франция            | Златен      | 170 700   |
| Германия           | Платинен    | 200 000   |
| Гърция             | Златен      | 10 000    |
| Унгария            | Златен      | 6000      |
| Ирландия           | 2× Платинен | 30 000    |
| Нова Зеландия      | 2× Платинен | 30 000    |
| Норвегия           | Златен      | 20 000    |
| Полша              | 2× Платинен | 40 000    |
| Русия              | 5× Платинен | 100 000   |
| Швейцария          | Златен      | 20 000    |
| Обединено Кралство | 4× Платинен | 1 246 769 |
| САЩ                | 2× Платинен | 2 900 000 |
| Европа             | 2× Платинен | 2 000 000 |